# ماريو كوستا (دراج)
ماريو كوستا (بالبرتغالية: Mário Costa‏) هو دراج برتغالي، ولد في 15 نوفمبر 1985 في بوفوا دي فارزيم في البرتغال.

## وصلات خارجية
- ماريو كوستا على موقع الاتحاد الدولي للدراجات (الإنجليزية)
- ماريو كوستا على موقع أرشيف الدراجات (الإنجليزية)
- ماريو كوستا على موقع إحصائيات الدراجات الإحترافية (الإنجليزية)
- ماريو كوستا على موقع نسبة الدراجات (الإنجليزية)
- ماريو كوستا على موقع MTB Data (الإنجليزية)